# Piloslambrus guerini
Piloslambrus guerini is een krabbensoort uit de familie van de Parthenopidae. De wetenschappelijke naam van de soort is voor het eerst geldig gepubliceerd in 1871 door Brito Capello.